# Jack Dee
James Andrew Innes "Jack" Dee (født 24. september 1961) er en britisk Stand-up-komiker, skuespiller og manuskriptforfatter, der er kendt for programmer som Jack Dee Live at the Apollo (2004-2006), The Jack Dee Show 1992-1994, Just for Laughs (1992).